# 高山双蝴蝶
高山双蝴蝶（学名：Tripterospermum luzonense），又名吕宋肺形草，为龙胆科双蝴蝶属下的一个种。